# Hansenius jezequeli
Hansenius jezequeli är en spindeldjursart som beskrevs av Jacqueline Heurtault 1983. Hansenius jezequeli ingår i släktet Hansenius och familjen tvåögonklokrypare. Inga underarter finns listade i Catalogue of Life.